# 謝富陽
謝富陽（1434年—？），字仕春，江西吉水縣人，贛州府瑞金縣民籍，明朝政治人物。進士出身。

## 生平
早年出身縣學生，江西鄉試第九十二名。成化十一年（1475年）乙未科會試第九十四名，殿試登進士第三甲第六十九名。

## 家族
曾祖父謝景。祖父謝謙。父亲謝卓，曾任教諭。